# Малашовиці
Малашовиці (пол. Małaszowice, нім. Malschwitz; 1937-45: Wiesenberge) — село в Польщі, у гміні Битом-Оджанський Новосольського повіту Любуського воєводства.
Населення — 99 осіб (2011).
У 1975—1998 роках село належало до Зеленогурського воєводства.

## Демографія
Демографічна структура станом на 31 березня 2011 року:
|          | Загалом | Допрацездатний вік | Працездатний вік | Постпрацездатний вік |
| -------- | ------- | ------------------ | ---------------- | -------------------- |
| Чоловіки | 48      | 8                  | 38               | 2                    |
| Жінки    | 51      | 16                 | 29               | 6                    |
| Разом    | 99      | 24                 | 67               | 8                    |